# Barbacana la huella del lobo
Barbacana la huella del lobo es una película de cine de naturaleza, de nacionalidad española, estrenada en 2018 y dirigida por Arturo Menor Campillo. El proyecto fue presentado oficialmente en el Festival de Cine de Málaga.

## Sinopsis
El equipo técnico de Acajú trata de rodar al lobo ibérico en plena naturaleza. Al entrar en contacto con los ganaderos que conviven cada día con el cánido, descubren otra realidad en la que la coexistencia entre el lobo y la ganadería son una constante en el mundo rural español.
Este relato se combina con el día a día de una manada de lobos ibéricos.

## Argumento
Barbacana, la huella del lobo es una película que muestra otras facetas del lobo y de su relación con la ganadería extensiva, tratando de superar viejos tópicos que tanto daño han hecho a esta especie.
Esta película argumenta que proteger al ganado de los ataques de los lobos es posible, poniendo en práctica una serie de medidas preventivas. Una de estas medidas es la barbacana, que da título a la película. Esta herramienta es una cuerda que se dispone perimetralmente, en torno al redil, donde se encuentra el ganado, lo que genera la desconfianza del lobo y evita los ataques.
Recoge testimonios de varios ganaderos que muestran como coexisten con la presencia del cánido, sin conflictos.
Muestra los efectos positivos que el lobo aporta a la ganadería, controlando la expansión de enfermedades como la tuberculosis.

## Producción

### Rodaje
Rodada en el parque natural de Babia y Luna, en el parque regional y nacional de Picos de Europa, en el parque natural Montaña Palentina, en el parque natural Sierra Norte de Sevilla, en el parque natural de la Sierra de Cardeña y Montoro y en Castilla-La Mancha, en concreto en Puertollano y en Pepino.

### Banda sonora
La banda sonora fue compuesta expresamente para esta película por el músico Javier Arnanz.
Contó con la colaboración especial de la cantante Rozalén, quien grabó para esta película una versión de la nana popular Cinco lobitos.